# نوآوای تیره
نوآوای تیره (نام علمی: Newtonia amphichroa) نام یک گونه از سرده نوآوا است.